# Livàdia (Crimea)
|  | Per a altres significats, vegeu «Livàdia». |

Livàdia (en ucraïnès Лівадія; en tàtar de Crimea Livadiya, en rus Ливадия) és un assentament de tipus urbà de la República Autònoma de Crimea a Ucraïna ubicada a 3km a l'oest de Ialta. El 2010 tenia 1.566 habitants.

## Història
El 1835 es construí un important parc paisatgístic. Livadia es va convertir en una residència d'estiu dels tsars de Rússia el 1861. L'emperador Alexandre III de Rússia va morir allí el 1894. El Palau de Livàdia, construït entre 1910-1911, fou la residència d'estiueig de l'última família imperial russa. Actualment és un museu. El 1945, va servir com a lloc de trobada de la Conferència de Ialta i la residència de Franklin Delano Roosevelt durant la Conferència. Avui en dia, Livadiya és conegut principalment per la producció de vi.
El planeta menor 3006 Livadia, descobert per l'astrònom soviètic Nikolai Stepànovitx Txernikh el 1979, porta el nom d'aquesta ciutat.